# Тимошик Михайло Морозенкович
Миха́йло Морозе́нкович Тимо́шик (нар. 12 червня 1978, смт Підволочиськ, Тернопільська область, Україна) — український маркетолог, громадсько-політичний діяч, кандидат економічних наук (2019). Депутат Тернопільської обласної ради (від 2009), голова постійної комісії з питань духовності, культури, свободи слова та інформації (до 2020 року), з 2021 року — член цієї ж комісії. Член Всеукраїнського об'єднання «Свобода». Член Національних спілок краєзнавців (2017) і журналістів України (2017), Національної асоціації філателістів України (2018), Наукового товариства імені Шевченка (2022).

## Життєпис
Михайло Морозенкович Тимошик народився 12 червня 1978 року в смт. Підволочиськ Тернопільської області, Україна. Закінчив Підволочиське ПТУ № 8 (1996), Тернопільську академію народного господарства (2001, нині Західноукраїнський національний університет).
Працював інженером із маркетингу ТОВ «Тернопільхлібпром» (2003), консультантом із реклами ВАТ «Тернофарм» (2003—2005). Від 2005 р. — директор ТОВ «Маркетингові технології ПБС».
У квітні 2019 року М. Тимошик під керівництвом доктора економічних наук Фаловича В. А. захистив кандидатську дисертацію зі спеціальності 08.00.04 «Економіка та управління підприємствами (за видами економічної діяльності)» на тему: «Формування системи управління ризиками промислових підприємств». Рішенням Міністерства освіти і науки України йому було присвоєно науковий ступінь кандидата економічних наук.
Захоплення: колекціонує значки.

## Громадсько-політична діяльність
Член Тернопільської обласної видавничої ради, член виконкому Тернопільської обласної ради, член комісії з присудження персональних стипендій Тернопільської обласної державної адміністрації та обласної ради відомим діячам культури і мистецтва області, в період з 2009 по 2019 рік — член Ради церков при Тернопільській обласній державній адміністрації.
Голова ТГО клубу «Нумізмат», голова ТГО «Альянс рекламістів Тернопільщини „АРТ“».
У 2010 році був довіреною особою кандидата на пост Президента України Олега Тягнибока у 166 ТВО.
На парламентських виборах 2019 року М. Тимошик балотувався по багатомандатному виборчому округу від ВО Свобода. На цих виборах Всеукраїнське об'єднання «Свобода» отримало 2,15 % голосів і не подолало 5 % бар'єр.
У грудні 2020 року М. Тимошика призначено радником голови Тернопільської обласної ради сьомого скликання на громадських засадах.
У грудні 2021 року М. Тимошика введено да складу Громадської ради з присудження Всеукраїнської літературно-мистецької премії ім. Братів Богдана та Левка Лепких.

## Доробок

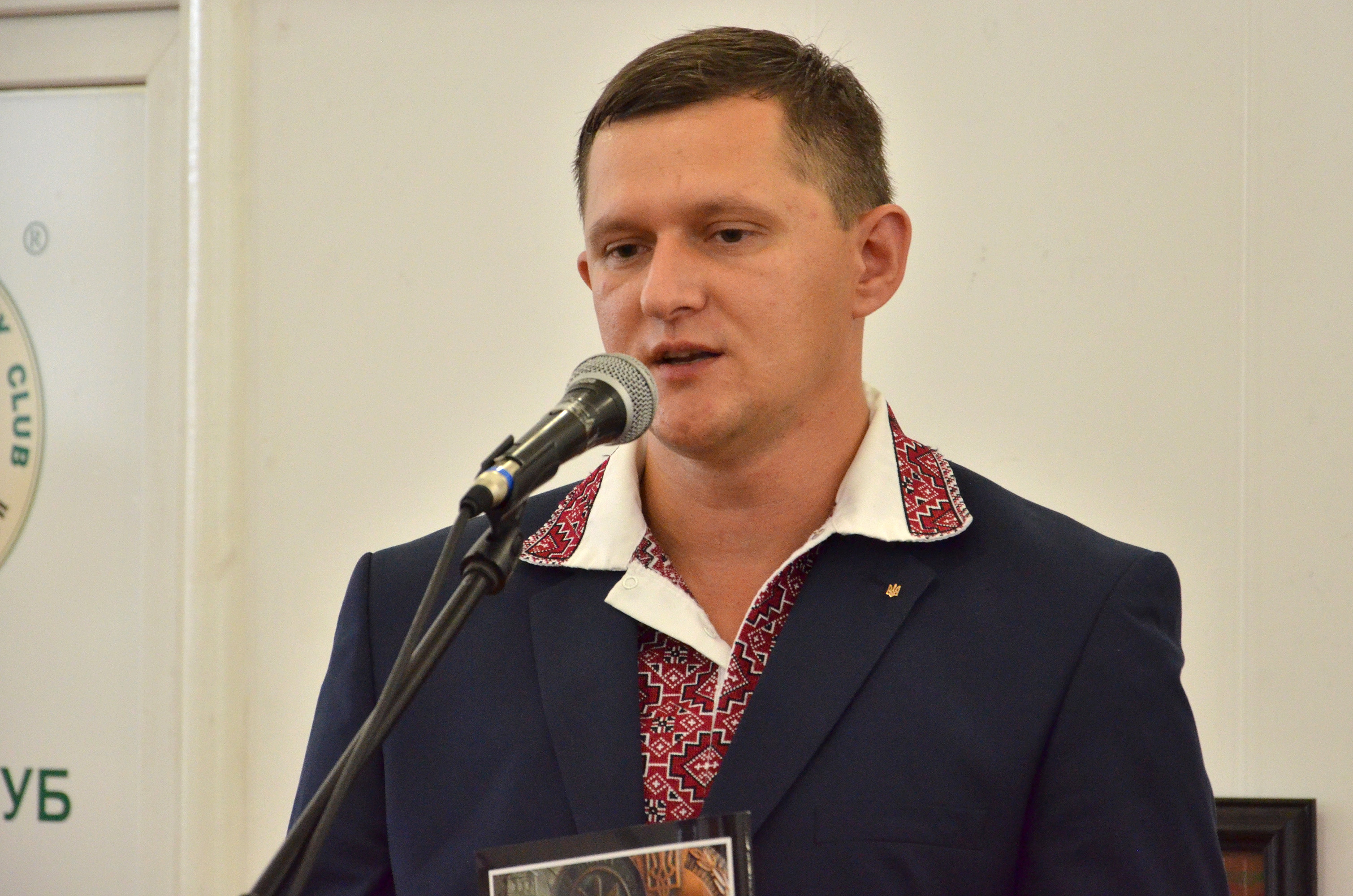
Михайло Тимошик презентує каталог «Медалі Тернопільщини»

Автор та упорядник каталогу «Медалі Тернопільщини» (2016). Започатковану ідею Михайло Тимошик прагне розвивати, залучаючи до цього інших колекціонерів, щоб у майбутньому в Музеї Тернополя створити окремий розділ «Історія Тернополя у значках та медалях».
У 2018 році М. Тимошик видав у тернопільському видавництві «Джура» унікальний краєзнавчий путівник з історії фалеристики «Значки і медалі Тернопілля». Презентація видання громаді відбулася в Українському домі «Перемога» у День міста Тернополя — 28 серпня.
М. Тимошик — автор ряду наукових та навчально-методичних публікацій. Сфера його наукових інтересів охоплює питання та проблеми управління ризиками промислових підприємств, реклами та маркетингу.
У лютому 2020 року в Збаразькому замку М. Тимошик провів персональну виставку «Значки та медалі Тернопілля».
У листопаді 2020 року М. Тимошика було нагороджено орденом Князя Острозького, а в грудні цього ж року краєзнавець став лауреатом Всеукраїнської літературно-мистецької премії ім. Братів Богдана та Левка Лепких.
В березні 2021 року М. Тимошик організував у власному офісі найбільшу та єдину, на сьогоднішній день, колекцію значків і медалей, що стосуються Тернопілля. Він же упорядкував вельми об'ємне і грунтовне довідково-енциклопедичне видання, в якому кожен значок та медаль із зазначеної колекції мають власний «паспорт», з якого можна дізнатися «біографічні» деталі кожного раритету.

## Відзнаки

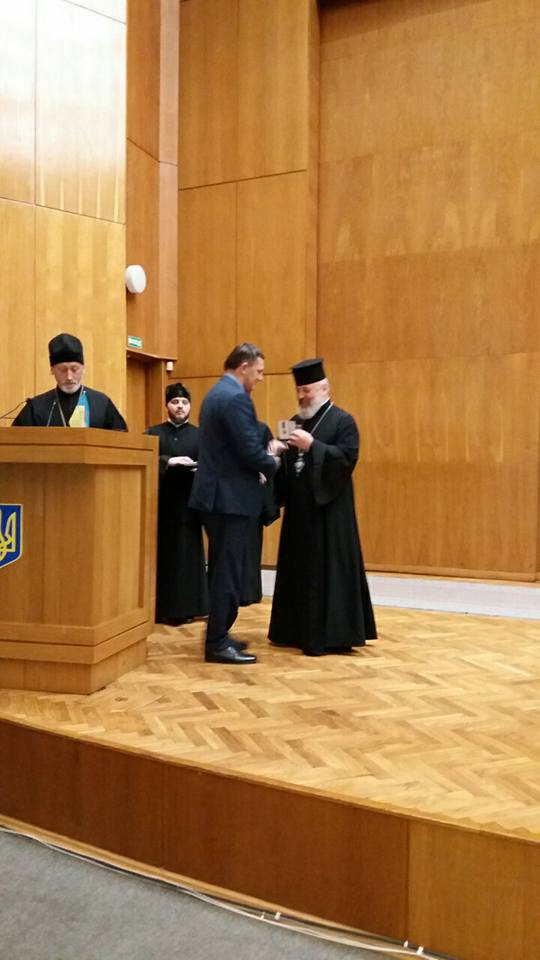
Михайло Морозенкович на врученні нагороди.

- Подяка Головного управління МНС в Тернопільській області (2007)[28];
- Подяка міського голови (2009)[29];
- Подяка голови Тернопільської обласної державної адміністрації (2015)[30];
- Подяка відділу туризму Тернопільської обласної державної адміністрації (2016)[31];
- Відзнака Тернопільської міської ради (2016)[32][33];
- Медаль «За жертовність і любов до України» УПЦ КП (2016)[34][35][36];
- Подяка ГО «ФЕСТИВАЛЬ-КОНКУРС ДИТЯЧИХ ТА ЮНАЦЬКИХ ТАЛАНТІВ „ГАЛИЦЬКА ПЕРЛИНА“» та Міжнародного благодійного фонду «Українська сім'я» (2016)[37];
- Почесна грамота Кабінету Міністрів України (2017)[38][39];
- Грамоти Тернопільської обласної державної адміністрації (2017) та Тернопільської обласної ради (2017)[40];
- Подяки Тернопільської обласної державної адміністрації (2017), Донецької обласної державної адміністрації/обласної військово-цивільної адміністрації (серпень 2017)[41];
- Грамота правління Тернопільської обласної організації НСЖУ (2017)[42];
- «Почесна відзнака 44 окремої артилерійської бригади» (2017)[43];
- Грамота Збаразької районної державної адміністрації (2017)[44];
- Відзнака Академії соціального управління та Фонду реєстрації неординарних ідей й проектів «ORA et LABORA» (2018)[45];
- Подяка ГУНП в Тернопільській області (2018)[46];
- Подяка управління культури і мистецтв Тернопільської міської ради (2018)[47];
- Почесна грамота Національної спілки журналістів України (2018)[48];
- Відзнака благодійного фонду «Карітас — Бережани» (2019)[49];
- Лауреат обласної премії в галузі краєзнавства ім. П.Медведика (2019)[50];
- Лауреат конкурсу «Людина року-2018» (Тернопільщина) (2019)[51];
- Подяка благодійного фонду «Соломія» (2019)[52];
- Грамота Верховної Ради України (2019)[53];
- Грамота Помісної Української Православної Церкви та медаль святого Архістратига Михаїла (2019)[54][55];
- Благословенна грамота Помісної Української Православної Церкви (2019)[56];
- Подяка Національної спілки краєзнавців України (2019)[57];
- Орден святого рівноапостольного князя Володимира III ступеня ПЦУ (2020)[58];
- Орден князя Костянтина Острозького (2020)[59];
- Всеукраїнська літературно-мистецька премія ім. Братів Богдана та Левка Лепких (2020)[60];
- Грамота Православної Церкви України та орден святого Архістратига Михаїла II ступеню (2021)[61];
- Подяка голови Тернопільської обласної ради (2021)[62];
- Почесна грамота Тернопільської обласної ради (2022) [63];
- Грамота від Головнокомандувача Збройних сил України Валерія Залужного (2023)[64]